# كتاب منظمة الصحة العالمية الأزرق
| حررت بواسطة  | تصنيف منظمة الصحة العالمية لمجموعة الأورام (منظمة الصحة العالمية) |
| الدولة       | فرنسا                                                             |
| الموضوع      | الأورام                                                           |
| الناشر       | الوكالة الدولية لأبحاث السرطان                                    |
| انتجت بواسطة | التصنيف الدولي النسيجي للأورام                                    |

تُعرف تصنيفات منظمة الصحة العالمية للأورام باسم كتب منظمة الصحة العالمية الزرقاء، وهي سلسلة من الكتب التي تصنف الأورام. جمعت بإجماع الخبراء ونشرتها الوكالة الدولية لأبحاث السرطان التابعة لمنظمة الصحة العالمية. تظهر في المطبوعات وعلى الإنترنت في سلسلة من 15 كتابًا، يركز كل منها على مجموعة أورام رئيسية ويحدد السبب، والآلية، والعلامات، والأعراض، والبنية الأساسية، والتشخيص، وعلم الأوبئة، ونتائج تصل إلى 300 نوع من الأورام.
بدأت منظمة الصحة العالمية المشروع في عام 1956م ونشرت السلسلة الأولى من الكتب بين عامي 1967م و1981م، على أنها سلسلة التصنيف النسيجي الدولي للأورام. صدرت السلسلة الخامسة في عام 2019م. وتظهر المصطلحات الواردة في الكتب في التصنيف الدولي للأورام.
تتحدث التصنيفات بانتظام من قبل مجلس تحرير مكون غالبًا من متخصصين ممارسين في علم الأمراض. ناقشت المجلة الدولية للسرطان في يونيو 2020 طريقة تصنيف الأورام في الكتب الزرقاء في مقالة مرافقة، بعنوان تصنيفات منظمة الصحة العالمية للأورام: كيف يمكن تصنيف الأورام بإجماع الخبراء أم بمراجعات نظامية أو بكليهما؟

## السلسلة
سلسلة تصنيفات منظمة الصحة العالمية للأورام، عرفت على أنها كتب منظمة الصحة العالمية الزرقاء، ونشرت من قبل الوكالة الدولية لأبحاث السرطان التابعة لمنظمة الصحة العالمية، وهي سلسلة من الكتب التي تصنف الأورام وفقًا لموقعها والتشريح المرضي. جمعت وأنتجت بإجماع الخبراء في فريق من المختصين في الوكالة الدولية لأبحاث السرطان، التي تلخص المعلومات من المصادر. وتظهر المصطلحات متضمنة في كتب التصنيف الدولي لأمراض الأورام.
نشرت سلسلة مكونة من 15 كتابًا بالإضافة إلى موقع إلكتروني، والذي يوفر معلومات حول تشخيص السرطان، والبحث، والعلاج والنتائج ولا سيما للمتخصصين في علم الأمراض والباحثين في مجال السرطان. يعرف كل كتاب الأسباب، والميكانيكية، والعلامات، والأعراض، والتركيب الأساسي، والتشخيص، وعلم الأوبئة، ونتائج تصل إلى 300 نوع من الأورام. يساهم في كل كتاب بين 150 و200 كاتب بما فيه المتخصصين في الأشعة، وجراحين، وأطباء، ومتخصصين في علم الأوبئة.

## مجلس التحرير
يترأس إيان كري مجموعة تصنيفات منظمة الصحة العالمية للأورام. تتحدث التصنيفات بانتظام من قبل مجلس تحرير مكون في الغالب من ممارسين في علم الأمراض الذين يراجعون ويوافقون على التعاريف والمعايير لكل ورم.
يتكون مجلس التحرير من أعضاء رئيسين وأعضاء خبراء. يدرج الخبراء المعلومات في كل تخصصات الأورام: أورام الجهاز الهضمي، وأورام الثدي، وأورام العظام والأنسجة الرخوة، وأورام الأعضاء التناسلية الأنثوية، وأورام الصدر، وأورام الجهاز العصبي المركزي، وأورام الأطفال، وأورام الجهاز البولي، وأورام الأعضاء التناسلية الذكرية، وأورام الرس والعنق، وأورام الغدد الصماء، وأورام الغدد الصم العصبية.

## التاريخ
بدأت منظمة الصحة العالمية مشروع الكتب الزرقاء في عام 1956م.

### السلسلة الأولى والثانية (1967م-2000م)
حررت ليزلي سوبين الطبعة الأولى ونشرت من عام 1967م إلى عام 1981م على أنها التصنيف النسيجي الدولي لسلسلة الأورام. وحررت سوبين الطبعة الثانية المكونة من 25 مجلدًا ونشرتها سبرينغر بين عامي 1982م و2002م.
وافقت منظمة الصحة العالمية في عام 1993م على تصنيف موجز للأورام التي تصيب الجهاز العصبي المركزي. ونقحته لاحقًا في عام 2007م وثم في عام 2016م.

### السلسلة الثالثة (2000م)
نشرت الطبعة الثالثة المكونة من 15 مجلدًا بأسلوب جديد على أنها سلسلة من تصنيف منظمة الصحة العالمية للأورام في عام 2000م إلى عام 2005م وحررها كل من سوبين وبول كليهويس.

### السلسلة الرابعة (2006م)
أطلق الإصدار الرابع في عام 2006م وبتوجيه من محرري السلسلة فريد بوسمان، وإلين س.جافي، وسونيل أرلاخاني، وهيروكو أوهاغاكي. وكانت قد اكتملت في عام 2018م وشملت 12 مجلدًا بالإضافة إلى إصدارات منقحة من أورام الجهاز العصبي المركزي وسرطانات الدم.
نشرت الطبعة الرابعة من تصنيفات منظمة الصحة العالمية لأورام الجهاز الهضمي في عام 2010م. ونشرت الطبعة الرابعة التي وصفت أورام الثدي في عام 2012م، وأورام الجهاز العصبي المركزي في عام 2017م، وتصنيفات منظمة الصحة العالمية لأورام الجلد في عام 2018م واعتمدت التصنيفات لسرطان الجلد على آلياته وارتباطه بالجلد المعرض للشمس.